# 史蒂夫·韋勒
史蒂夫·韋勒（荷蘭語：Steve Wijler，1996年9月19日—），荷蘭男子射箭運動員，他代表荷蘭隊參加了日本舉行的2020年夏季奧林匹克運動會，並且在混合團體比賽上獲得銀牌。